# Carrie (roman)
Carrie är en skräckroman från 1974 av Stephen King. Den är hans debutroman. Romanen kom ut i svensk översättning 1980. Det har även gjorts två filmer (1976 och 2013) och en tv-film (2002) baserade på boken.

## Handling
Carrie White är en mobbad flicka. Vad hon inte vet är att hon har övernaturliga krafter och att hon kan, när hon blir arg, flytta saker bara genom att tänka det. Hon bor med en fanatiskt religiös mor som är psykiskt instabil. Hon luras senare till att gå på en skolbal, men vad hon inte vet är att eleverna har gjort en mycket elak fälla, och snart är hela balen satt i skräck...

## Om boken
I sin bok Att skriva: En hantverkares memoarer berättar Stephen King att han hade skrivit tre romaner innan Carrie. Dessa var Raseri, Den flyende mannen och Maratonmarschen, som alla blivit refuserade. (Han har dock givit ut dessa tre romaner senare.) Han kände sig deprimerad när han började skriva Carrie, och när han färdigställt de första fyra sidorna så läste han igenom vad han skrivit. Sidorna hamnade i papperskorgen och King gick till jobbet. Hans fru hittade sidorna och läste dem. Hon gillade det hon läste och uppmanade honom att fortsätta arbeta på romanen. Det gjorde han, och det blev hans stora genombrott. I Att skriva berättar King vidare att han aldrig blev riktigt nöjd med romanen. Han berättar vidare att bokens huvudperson, Carrie White, är baserad på två verkliga personer – två av hans tidigare klasskamrater. När King arbetade som lärare och skrev boken, utsattes dessutom en av hans elever för mobbning. Eleven hade en religiös mor, men har i övrigt inte särskilt mycket med boken att göra. Boken gavs ut år 1974 och översattes till svenska år 1980.

## Filmatiseringar
Många av Kings böcker har filmatiserats, och Carrie är inget undantag. År 1976 gjordes filmen Carrie med Sissy Spacek i titelrollen, och som Carries religiösa mamma syns Piper Laurie. John Travolta gjorde en av sina första roller i Carrie. Filmen regisserades av Brian De Palma.
År 1999 kom uppföljaren The Rage: Carrie 2. Denna var dock inte baserad på någon ytterligare Stephen King-historia men handlingen baseras löst på förutsättningarna i den första filmen.
År 2002 gjordes TV-filmen Carrie som också är baserad på boken. Det ska föreställa en uppdaterad version av filmen från 1976. I den nya versionen har man flyttat fram handlingen så att filmen utspelar sig under början av 2000-talet (originalet utspelar sig under mitten av 1970-talet). Man har dessutom lagt till moderna detaljer som datorer och mobiltelefoner i den nya versionen. TV-versionen regisserades av David Carson och i rollen som Carrie syns här Angela Bettis. TV-versionen heter också Carrie.
År 2013 släpptes en nyinspelning av Carrie. Enligt producenterna användes här ett manus som låg närmare romanen än originalfilmen.